# Wang Yu (Leichtathlet)
Wang Yu (chinesisch 王 宇, Pinyin Wáng Yǔ; * 18. August 1991 in Zhuhai) ist ein chinesischer Leichtathlet, der sich auf den Hochsprung spezialisiert hat.

## Sportliche Laufbahn
Erste internationale Erfahrungen sammelte Wang Yu bei der Sommer-Universiade 2011 in Shenzhen, bei denen er mit 2,24 m auf Rang vier gelangte. Auch bei den Hallenasienmeisterschaften in Hangzhou im folgenden Jahr wurde er mit 2,15 m Vierter. 2013 gewann er bei den Studentenweltspielen in Kasan mit 2,28 m die Bronzemedaille und qualifizierte sich damit für die Weltmeisterschaften in Moskau, bei denen er mit 2,22 s in der Qualifikation ausschied. Im Jahr darauf konnte er sich auch bei den Hallenweltmeisterschaften in Sopot mit 2,25 m nicht für das Finale qualifizieren. Im September nahm er erstmals an den Asienspielen im südkoreanischen Incheon teil und wurde mit 2,25 m Vierter. 2015 nahm er an den Asienmeisterschaften in Wuhan teil und belegte mit 2,15 m Rang sieben. Er qualifizierte sich erneut für die Weltmeisterschaften in Peking, bei denen er mit 2,26 m in der Qualifikation ausschied.
2016 erfolgte die Teilnahme an den Olympischen Spielen in Rio de Janeiro, bei denen er sich mit 2,22 m ebenfalls nicht für das Finale qualifizieren konnte, wie auch bei den Weltmeisterschaften im darauf folgenden Jahr in London, bei denen er eigentlich das Finale erreichte, dort aber wegen einer Verletzung nicht erneut antrat. 2018 wurde er bei den Hallenweltmeisterschaften in Birmingham mit 2,20 m Sechster. Ende August nahm er erneut an den Asienspielen in Jakarta teil und siegte dort in Abwesenheit von Mutaz Essa Barshim mit 2,30 m. Im Jahr darauf qualifizierte er sich für die Weltmeisterschaften in Doha, bei denen er mit übersprungenen 2,24 m im Finale den zehnten Platz belegte. Anschließend wurde er bei den Militärweltspielen in Wuhan mit 2,00 m Elfter. 2021 nahm er erneut an den Olympischen Spielen in Tokio teil, verpasste dort aber mit 2,21 m den Finaleinzug.
In den Jahren 2015 und 2019 wurde Wang chinesischer Meister im Hochsprung.

## Persönliche Bestleistungen
- Hochsprung: 2,33 m, 21. Mai 2013 in Peking
  - Hochsprung (Halle): 2,34 m, 20. Februar 2019 in Düsseldorf (chinesischer Rekord)